# مربع پولیبیوس

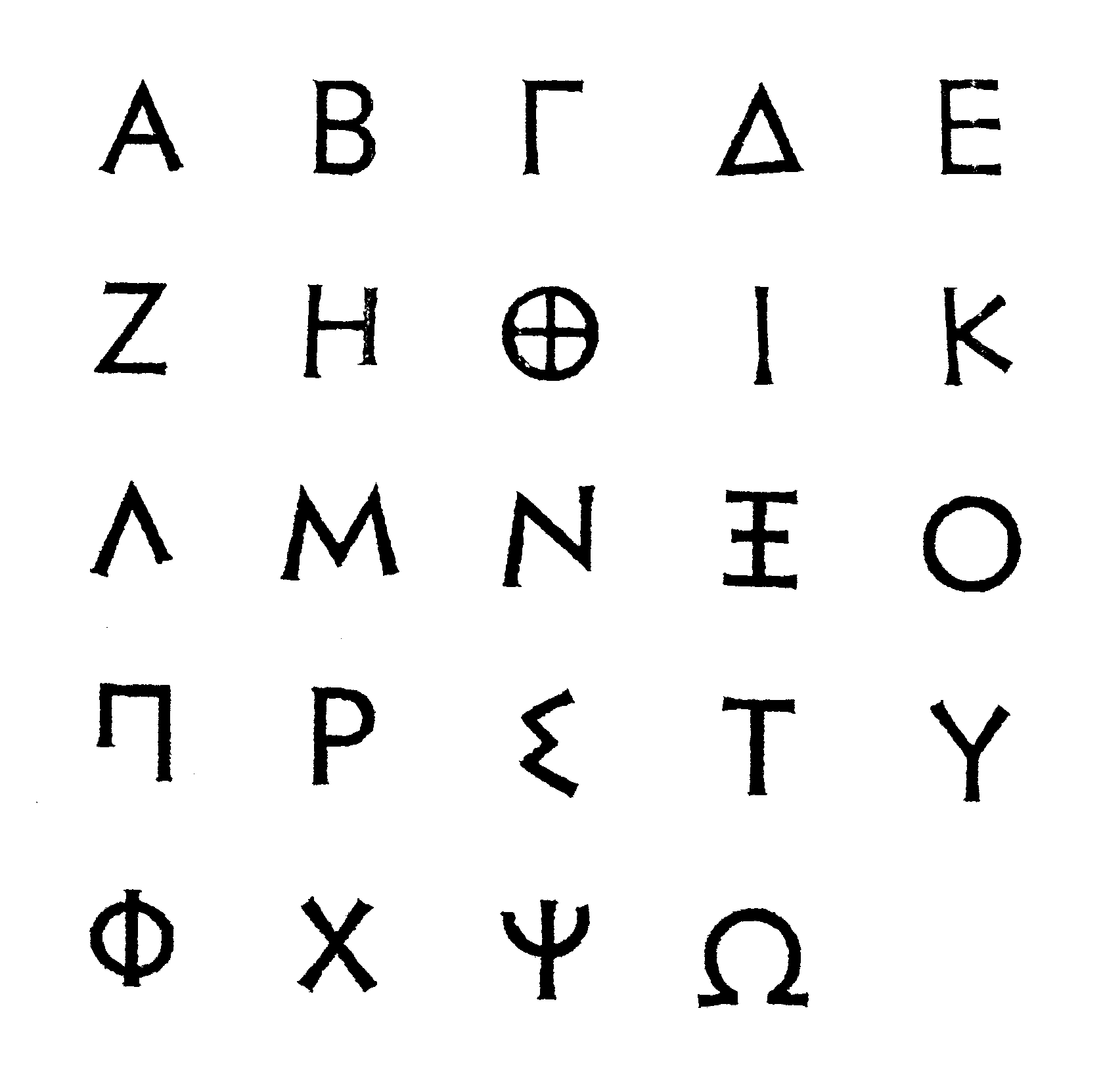
حروف الفبای یونانی در مربع پولیبیوس

مربع پولیبیوس (به انگلیسی: Polybius) ابزاری است که توسط دو نفر به نام‌های کلئوزنوس و دموکلئیتوس در یونان باستان اختراع و توسط پولیبیوس، تاریخ‌نگار و محقق یونانی، به شهرت رسید. این ابزار در تلگراف، پنهان‌نگاری و رمزنگاری کاربرد دارد. مربع پولیبیوس در ابتدا برای انتقال پیام از طریق آتش یا دود استفاده می‌شد و از طریق آن می‌توان به جای تعدادی پیام محدود از پیش تعیین‌شده، هر پیام دلخواهی را مخابره کرد.

## فرم اولیه
به گفتهٔ پولیبیوس، ۲۴ حرف الفبای یونانی بر روی پنج لوح نوشته می‌شدند. هر لوح حاوی پنج حرف الفبا و لوح پنجم حاوی چهار حرف بود. به این ترتیب می‌توان ۲۴ حرف الفبا را تنها با استفاده اعداد یک تا پنج نمایش داد.
مربع پولیبیوس برای الفبای یونانی به صورت زیر ساخته می‌شود:
|   | ۱ | ۲ | ۳ | ۴ | ۵ |
| - | - | - | - | - | - |
| ۱ | Α | Β | Γ | Δ | Ε |
| ۲ | Ζ | Η | Θ | Ι | Κ |
| ۳ | Λ | Μ | Ν | Ξ | Ο |
| ۴ | Π | Ρ | Σ | Τ | Υ |
| ۵ | Φ | Χ | Ψ | Ω |   |

همچنین، برای الفبای انگلیسی مربع پولیبیوس معمولاً به صورت زیر نوشته می‌شود:
|   | ۱ | ۲ | ۳ | ۴   | ۵ |
| - | - | - | - | --- | - |
| ۱ | A | B | C | D   | E |
| ۲ | F | G | H | I/J | K |
| ۳ | L | M | N | O   | P |
| ۴ | Q | R | S | T   | U |
| ۵ | V | W | X | Y   | Z |

سپس، با در اختیار داشتن مربع پولیبیوس، هر حرف را می‌توان با موقعیت آن در جدول نمایش داد. برای مثال، BAT به صورت ‎۱۲ ۱۱ ۴۴‏ نمایش داده می‌شود. با توجه به این‌که جدول پنج در پنج  برای ۲۶ حرف الفبای انگلیسی کافی نیست، دو حرف باید با یکدیگر ترکیب شوند. معمولاً حروف I و J برای این ترکیب انتخاب می‌شوند (مانند جدول بالا)، اما ترکیب C و K نیز گاهی استفاده می‌شود. راه حل دیگر، استفاده از مربع شش در شش و استفاده از خانه‌های خالی برای اعداد یا سایر علائم نگارشی است. جدول شش در شش همچنین می‌تواند برای الفبای سیریلیک مورد استفاده قرار گیرد.
در رمزنگاری، می‌توان از یک کلید برای تغییر ترتیب حروف جدول استفاده کرد. برای این منظور، حروف کلمهٔ کلید (بدون حروف تکراری) در ابتدای جدول نوشته می‌شود و سایر حروف در خانه‌های خالی قرار می‌گیرند. برای مثال، جدول پولیبیوس با کلید polybius cipher به صورت زیر نوشته می‌شود:
|   | ۱   | ۲ | ۳ | ۴ | ۵ |
| - | --- | - | - | - | - |
| ۱ | P   | O | L | Y | B |
| ۲ | I/J | U | S | C | H |
| ۳ | E   | R | A | D | F |
| ۴ | G   | K | M | N | Q |
| ۵ | T   | V | W | X | Z |

استفاده از مربع پولیبیوس در رمزنگاری، به یک رمز جانشینی منجر می‌شود که البته در برابر تکنیک‌های مدرن هیچ‌گونه امنیتی برای ارتباطات فراهم نمی‌کند، زیرا به سادگی در برابر تحلیل فراوانی آسیب‌پذیر است.